# Термопауза
Термопауза (грец. νέρμη — тепло, жар і παύσιζ — припинення) шар верхньої атмосфери планети, розташований над термосферою, що характеризується переходом до сталої температури (зі збільшенням відстані від планети). Вище розташована екзосфера.
Розташування термопаузи в атмосфері Землі залежить від рівня сонячної активності і може коливатися від 400 до 800 км. Температура становить 500÷2000 K залежно від пори доби та сонячної активності. Сталість температури означає, що вище немає якихось помітних джерел енергії, крім сонячного випромінювання. Поглинання випромінювання незначне, тому надходження тепла мало змінюється з висотою.